# Pseudbarydia daemon
Pseudbarydia daemon là một loài bướm đêm trong họ Noctuidae.